# Préhistoire de la péninsule Ibérique
 (mai 2025).
Si vous disposez d'ouvrages ou d'articles de référence ou si vous connaissez des sites web de qualité traitant du thème abordé ici, merci de compléter l'article en donnant les références utiles à sa vérifiabilité et en les liant à la section « Notes et références ».

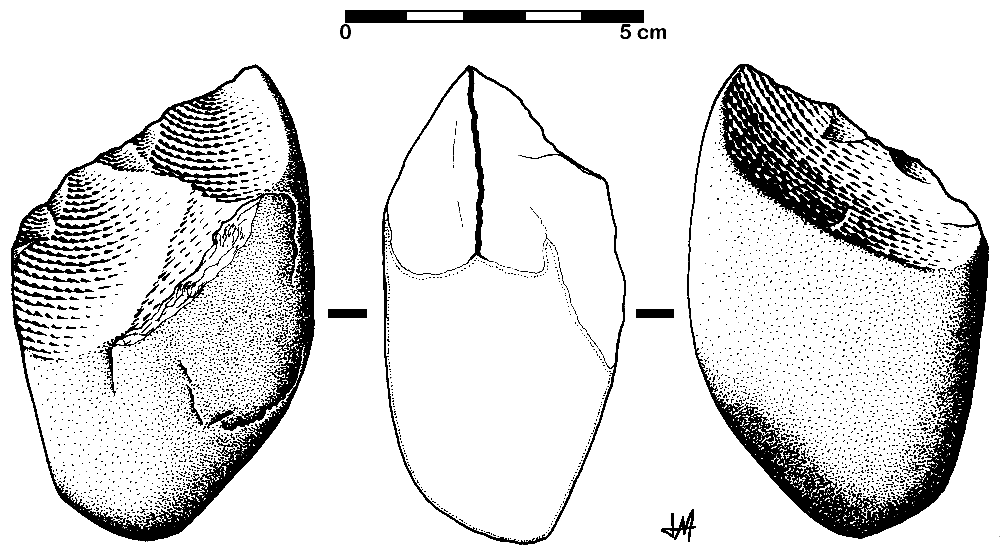
Un galet taillé, province de Valladolid, Espagne.

La Préhistoire de la péninsule Ibérique commence avec les premières traces laissées par des humains, il y a environ 1,4 million d'années, et s'achève avec les guerres puniques, entre Rome et Carthage, quand le territoire entre dans le domaine de l'histoire écrite. La péninsule Ibérique a livré des vestiges majeurs de la préhistoire européenne. L'Homme de Néandertal a été identifié à la Sima de los Huesos, à Atapuerca, par des fossiles datés de 430 000 ans, les plus anciens connus à ce jour. Néandertal livre ses derniers vestiges fossiles et lithiques au moment où Homo sapiens commence à investir la péninsule, il y a environ 40 000 ans.
Le Paléolithique supérieur ibérique se signale par son art pariétal exceptionnel. Pendant le dernier maximum glaciaire, il y a environ 20 000 ans, la péninsule Ibérique servit de refuge aux Homo sapiens chassés d'Europe du Nord par la glaciation. Ils purent se redéployer vers le Nord à la fin du Pléistocène supérieur, lors du réchauffement climatique qui mena à l'Holocène.
L'agriculture est présente dès le VIe millénaire av. J.-C. en Andalousie, apportée par les descendants d'agriculteurs venus d'Anatolie.
À partir de 2000 av. J.-C., la péninsule Ibérique connait une importante vague migratoire de populations issues d'Europe du Nord et d'Europe centrale portant une ascendance génétique venant de la steppe pontique, qui remplacent une grande partie des hommes qui vivaient dans la région.

## Paléolithique inférieur

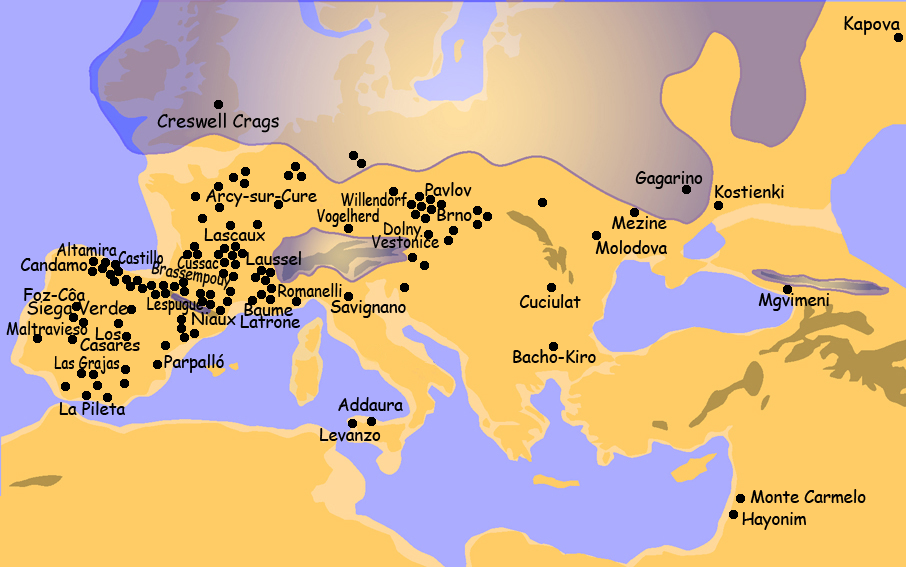
Sites d'art paléolithique.

La péninsule Ibérique abrite de nombreux sites préhistoriques majeurs. Les découvertes archéologiques montrent une occupation humaine au Paléolithique inférieur, à partir de 1,4 million d'années (sites d'Orce, Pinedo, Aridos, Torralba, Ambrona, Atapuerca).
Les sites les mieux conservés sont situés dans la sierra d'Atapuerca, qui présente de nombreuses grottes calcaires ayant enregistré près d'un million d'années de l'histoire de l'évolution humaine.
La Sima del Elefante, à Atapuerca, près de Burgos, a livré un fragment de mandibule humaine vieux d'environ 1,25 million d'années. Il n'est pas attribué à une espèce précise.
La Gran Dolina a livré en 1994 de nombreux ossements humains fossiles datés d'environ 850 000 ans, correspondant à six individus. Les archéologues ont également découvert à Gran Dolina des preuves d'utilisation d'outils pour dépecer des animaux et d'autres humains, ce qui constitue un indice de cannibalisme ou de pratique funéraire. La plus ancienne espèce humaine connue en Europe, Homo antecessor, a été décrite à partir des fossiles découverts à Gran Dolina.

Principaux sites néandertaliens en Europe.

Dans la Sierra d'Atapuerca se trouve le site le plus riche au monde du Pléistocène moyen : la Sima de los Huesos, ou « aven des ossements », où 28 individus datés de 430 000 ans ont été découverts depuis la mise au jour du site en 1976. Plusieurs indices suggèrent que cette accumulation d'ossements n'est pas le résultat d'un accident, et qu'il s'agirait du plus ancien témoignage d'un comportement funéraire chez l'Homme. L'extraordinaire état de conservation des ossements a permis de déduire de nombreuses autres informations sur la morphologie de ces individus et même d'en extraire de l'ADN. Ces fossiles ont été attribués en 2016 par analyse génétique à l'Homme de Néandertal. L'industrie lithique de la Sima de los Huesos appartient à l'Acheuléen.
Durant le dernier maximum glaciaire, la péninsule Ibérique sert de refuge aux populations de chasseurs-cueilleurs européens, puis de source potentielle pour le repeuplement du continent pendant le réchauffement qui suit.

## Paléolithique moyen
Des vestiges de l'Homme de Néandertal et du Moustérien ont été découverts dans de nombreux sites de la péninsule Ibérique.

## Paléolithique supérieur

### Néandertal
Au Moustérien du Paléolithique moyen succède le Châtelperronien vers 45 000 ans avant le présent (AP). Des industries apparentées au Moustérien perdurent néanmoins dans le Sud de la péninsule Ibérique jusqu'à environ 28 000 ans AP, avant l'extinction de l'Homme de Néandertal. La culture châtelperronienne, habituellement associée à l'Homme de Néandertal, est présente en Espagne dans la région franco-cantabrique et en Catalogne.
Un crâne d'Homme de Néandertal a été découvert en 1848 sur le site de la carrière de Forbes, à Gibraltar, mais ne fut pas reconnu comme tel à l'époque. D'autres découvertes, dont le crâne d'un enfant de 4 ans, ont ultérieurement été faites à Gibraltar.
À Zafarraya, une mandibule d'Homme de Néandertal a été découverte par Jean-Jacques Hublin dans une grotte en 1995. Cette mandibule date de 30 000 ans avant le présent, ce qui la place parmi les restes de Néandertaliens les plus récents,. À proximité de la mandibule, une industrie lithique moustérienne datée de 27 000 ans avant le présent a été mise au jour. Ces découvertes ont permis de démontrer que les Néandertaliens et les humains anatomiquement modernes avaient été présents contemporainement en Europe durant une période relativement longue.
La grotte de l'Arbreda en Catalogne a livré des industries de l'Aurignacien ainsi que des traces plus anciennes d'Hommes de Néandertal. Certains auteurs ont suggéré que la présence de vestiges relativement tardifs d'Hommes de Néandertal dans la zone ibérique indiquait que ceux-ci avaient été repoussés d'Europe par Homo sapiens vers la péninsule où ils auraient trouvé refuge.

### Aurignacien

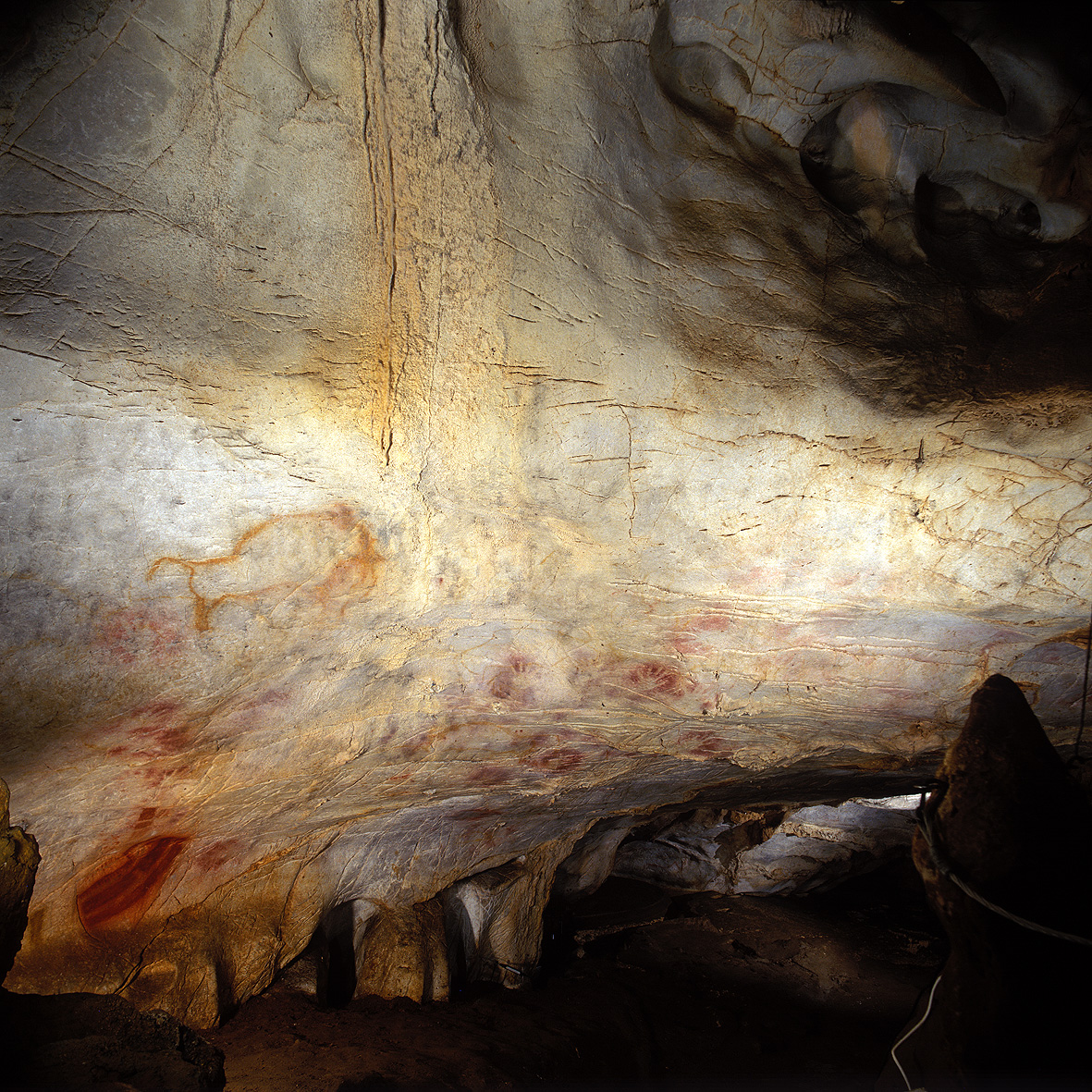
Grotte d'El Castillo, pièce principale

La péninsule ibérique occupe une place particulière dans le problème de la dispersion humaine moderne (Homo sapiens) depuis la publication des dates inattendues de la première apparition du Paléolithique supérieur à El Castillo, à l'Arbreda et à Abri Romaní dans le nord de l'Espagne. La datation ultérieure de ces sites et d'autres sites a établi l'arrivée des Aurignaciens dans la région entre 43 300 et 40 500 avant le présent. Ces dates confirment une dispersion humaine moderne rapide et permettent un chevauchement temporel d'environ 1 000 ans avec les Néandertaliens dans le nord de l'Espagne, et plus longtemps dans le sud de la péninsule ibérique.
La culture aurignacienne, attribuée à Homo sapiens, est découpée comme suit :
- Aurignacien archaïque : dont on trouve des traces en Catalogne et en Cantabrie (grottes Morín et El Pendo), où il alterne avec des vestiges châtelperroniens. Les datations par le carbone 14 situent l'occupation de la grotte Morín à une période relativement tardive dans le contexte européen : 28 500 ans avant le présent. En revanche, les dates d'occupation de la grotte d'El Pendo (elles sont antérieures aux couches châtelperroniennes) doivent être plus anciennes.
- Aurignacien ancien : qu'on retrouve en Cantabrie (Morín, El Pendo, au Pays basque (Santimamiñe) et en Catalogne. Les datations au radiocarbone donnent une période comprise en 34 425 AP et 29 515 AP.
- Aurignacien évolué : en Cantabrie (Morin, El Pendo, El Otero, Hornos de la Peña), dans les Asturies (El Cierro, El Conde) et en Catalogne.
- Aurignacien final : en Cantabrie toujours (El Pendo) après l'intermède gravettien.

Dans la zone méditerranéenne (au sud de l'Èbre), des vestiges aurignaciens ont été retrouvés de façon éparse dans la province de Valence (Les Mallaetes) et en Murcie (Las Pereneras), ainsi qu'en Andalousie (Higuerón) et jusqu'à Gibraltar (grotte de Gorham). Les datations par le carbone 14 disponibles pour ces sites donnent une période comprise entre 28 700 AP (Les Mallaetes) et 27 860 AP (Grotte de Gorham).

### Gravettien

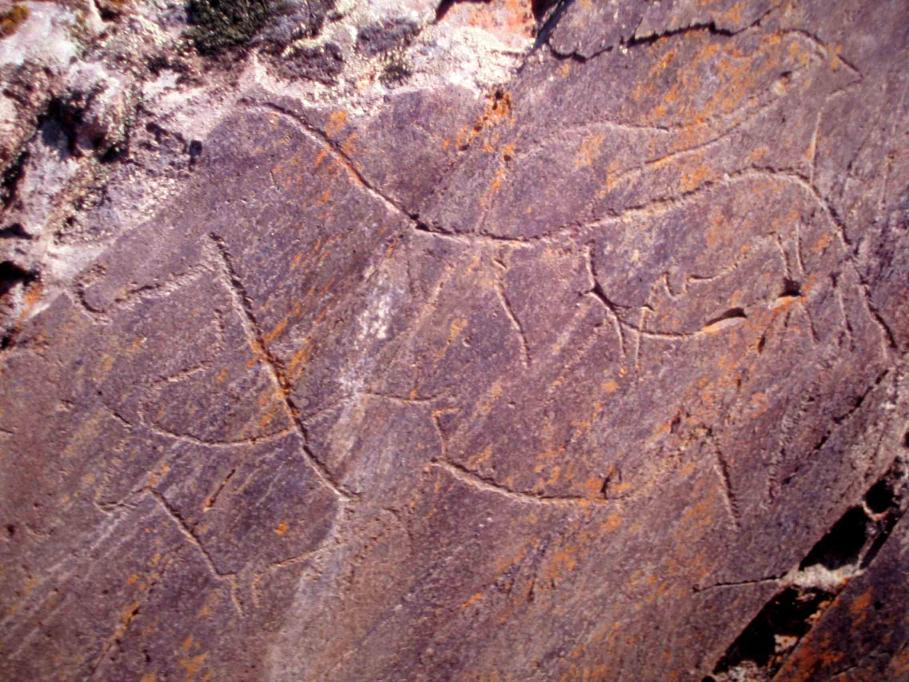
Gravures dans la Vallée de Côa.

La culture gravettienne suivit le même schéma de diffusion que la culture aurignacienne, mais reste assez peu abondante dans le Nord de la péninsule (Cantabrie) alors qu'elle est plus présente dans le Sud. Dans la zone franco-cantabrique, tous les vestiges gravettiens appartiennent à une période tardive (évoluée) et sont toujours mélangés à des vestiges de technologie aurignacienne. Les principaux sites se trouvent au Pays basque (Lezetxiki, Bolinkoba), en Cantabrie (Morín, El Pendo, El Castillo) et dans les Asturies (Cueto de la Mina).
Cette période est subdivisée en deux phases caractérisées par la quantité présente d'éléments du Gravettien : la phase A (datation par le carbone 14 à 20 710 avant le présent). La phase B couvre les dates ultérieures.
Le Gravettien de Cantabrie a suivi une évolution parallèle à celui de la séquence française. Le Gravettien cantabrique disparaît de la séquence archéologique où il est finalement remplacé par une renaissance aurignacienne (grotte d'El Pendo). On considère cette culture comme intrusive en Cantabrie par rapport à son expansion en zone méditerranéenne où elle est probablement liée à une migration.
Dans la région méditerranéenne, la culture gravettienne fait également son apparition tardivement. Néanmoins, le Sud-Est regroupe un nombre important de sites datant de cette période, en particulier dans la région de Valence (Les Mallaetes, Parpaló, Barranc Blanc, Meravelles, Coba del Sol, Ratlla del Musol, Beneito). On la retrouve également en Murcie (Palomas, Palomarico, Morote) et en Andalousie (Los Borceguillos, Zájara II, Serrón, grotte de Gorham).
Les premières traces d'une migration humaine vers l'intérieur et l'ouest de la péninsule ne se retrouvent que pour cette culture avec quelques éléments gravettiens trouvés dans la vallée de Manzanares (Madrid et la grotte de Salemas (Alemtejo, Portugal).

### Solutréen
La culture solutréenne est connue en France dans l'abri de Laugerie-Haute (Dordogne) et aux Mallaetes (Province de Valence) avec des datations radiocarbone établies respectivement à 21 710 et 20 890 avant le présent.
Dans la péninsule Ibérique, le Solutréen peut-être divisé en trois périodes : 
- Solutréen initial
- Solutréen vrai ou Solutréen moyen, daté pour ses couches inférieures à 20 180 AP
- Une couche stérile présentant des signes de froid intense correspondant au dernier maximum glaciaire
- Haut-solutréen ou solutréen évolué, dont les strates présentent des outils et aiguilles fabriqués à partir d'os.

Ces deux grottes sont entourées de nombreux autres sites (Barranc Blanc, Meravelles, Rates Penaes, etc.) qui ne montrent qu'une faible influence de la culture solutréenne et la persistance forte d'éléments gravettiens, montrant une convergence baptisée gravetto-solutréen.
On trouve des éléments solutréens dans les régions de Murcie, en Andalousie méditerranéenne et à l'embouchure du Tage (Portugal). Dans le cas du Portugal actuel, on ne trouve pas trace de convergence avec le Gravettien.

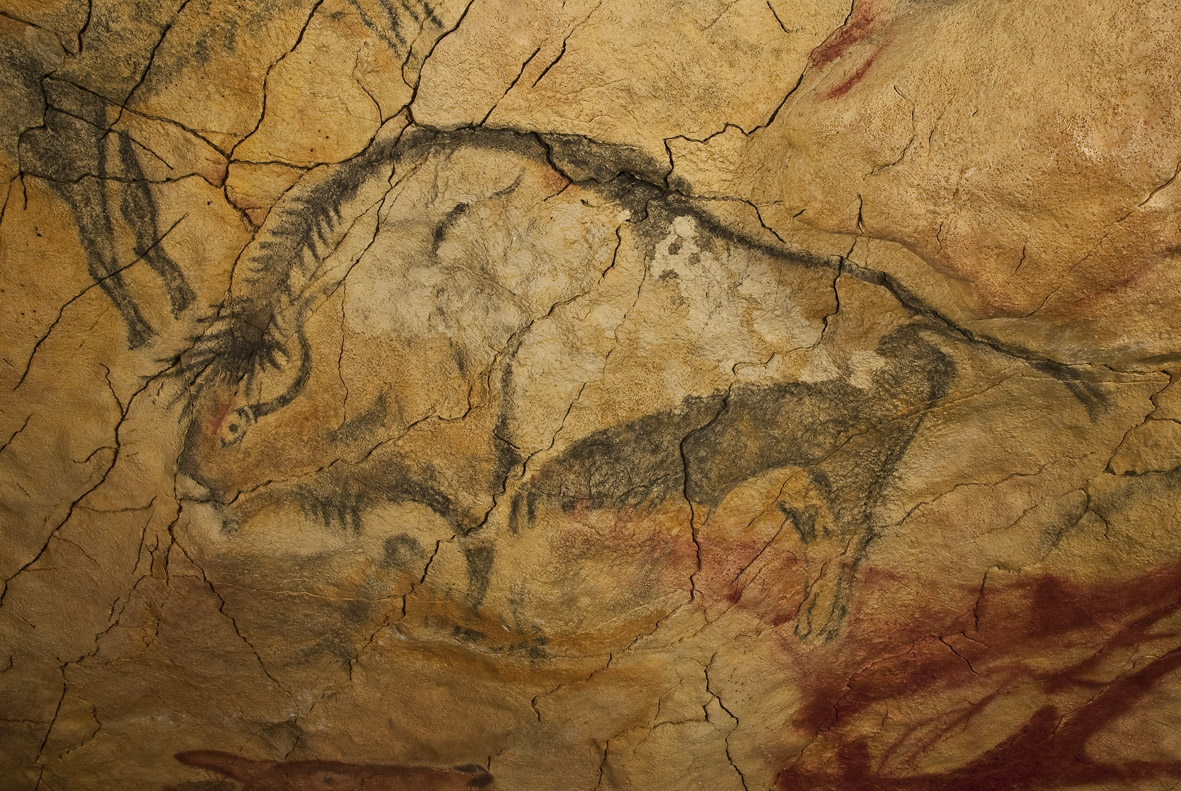
Bison, grotte d'Altamira

Les faciès cantabriques montrent deux tendances marquées entre les Asturies et la zone regroupant la Cantabrie et le Pays basque. Les découvertes les plus anciennes sont toutes regroupées dans les Asturies et sans phase initiale, débutant directement avec du Solutréen évolué à Las Caldas et d'autres sites voisins viennent ensuite des éléments solutréens évolués avec de nombreux éléments typiques de la zone. Les datations par le carbone 14 donne des résultats variant entre 20 970 et 19 000 BP.
Dans la région Pays basque - Cantabrie en revanche, l'influence gravettienne persiste et les éléments foliacés typiques du Solutréen sont minoritaires. Quelques éléments de transition laissent entrevoir le début de la culture magdalénienne avec des éléments marquants comme des pointes de sagaie en os à biseau simple. Les sites les plus importants sont la grotte d'Altamira, Morín, Chufín, Salitre, Ermittia, Atxura, Lezetxiki et Santimamiñe.
Dans l'actuelle province de Gérone existe un Solutréen ancien localisé, suivi de rares éléments du Solutréen moyen puis d'une phase finale du Solutréen bien développée. Cette succession correspond à la séquence connue dans les Pyrénées françaises. Les principaux sites sont Cau le Goges, Reclau Viver et L'Arbreda.
Dans la région de Madrid, quelques découvertes, aujourd'hui perdues ont été attribuées à la culture solutréenne.

### Magdalénien
La culture magdalénienne se développe à la fin du Paléolithique supérieur, même si dans la zone méditerranéenne l'influence gravettienne est encore forte. Dans la région franco-cantabrique, le Magdalénien inférieur est représenté par deux faciès :
- le faciès "Castillo" qui recouvre localement des couches du Solutréen
- le faciès "Rascaño" qu'on trouve le plus souvent directement sur le sol naturel (pas d'occupation antérieure des sites).

Dans une seconde phase, le Magdalénien ancien évolué, deux faciès sont aussi présents, mais cette fois avec une répartition géographique précise : le faciès "El Juyo" dans les Asturies et en Cantabrie alors que le faciès "Pays basque" ne se retrouve que dans la région éponyme.
Les dates pour le Magdalénien inférieur oscillent entre 16 433 AP (grotte de Rascaño - faciès Rascaño), 15 988 et 15 179 AP pour le même site (faciès El Juyo) et 15 000 AP pour la grotte d'Altamira (faciès Castillo). Pour les faciès du Pays basque, la grotte d'Abauntz donne 15 800 AP.
Le Magdalénien moyen offre moins de vestiges.
Le Magdalénien supérieur ibérique est fortement lié à la culture magdalénienne française (Magdalénien V et VI) caractérisée par la présence de harpons. Encore une fois 2 faciès (A et B) sont typiques de cette phase. Ils apparaissent de manière conjointe sur la zone, bien que le faciès A (15 400 à 13 870 avant le présent) soit absent du Pays basque et que les faciès B (12 869 à 12 282 avant le présent) soit rare dans les Asturies.
Au Portugal actuel, quelques découvertes de sites magdaléniens sont à noter au nord de Lisbonne (Casa da Moura, Lapa do Suão). Un site pourrait représenter un intermédiaire : La Dehesa (province de Salamanque, en Espagne) qui montre une proximité forte avec la Cantabrie.
Dans la zone méditerranéenne, la Catalogne est aussi en lien direct avec les séquences observées en France, au moins pour les dernières périodes. Le reste de la zone montre une évolution locale unique baptisée Parpalló.
Cette culture, parfois dénommée Parpalló-"Magdalénien" (qui s'étend sur tout le Sud-Ouest de la péninsule, est en fait un prolongement historique de la culture locale du Gravetto-Solutréen. C'est uniquement vers la fin du Magdalénien supérieur qu'on voit apparaitre des éléments spécifiques comme des proto-harpons. Les datations par le radiocarbone donnent 11 470 AP (Borran Gran) pour le site le plus ancien. D'autres sites postérieurs, toujours de culture magdalénienne, existent mais leur datation les rapproche de l'Épipaléolithique.

### Azilien
L'Azilien, aussi dénommé microlithisme microlaminaire ou Épipaléolithique microlaminaire en Méditerranée, est une évolution locale d'éléments magdaléniens, en parallèle à d'autres évolutions similaires en Europe centrale ou du Nord. Originaire de la région franco-cantabrique, elle a pu se répandre jusqu'à la zone méditerranéenne.
Zatoya (Navarre) est un site typique de l'Azilien dans la péninsule ibérique : il est très difficile d'y distinguer les éléments du début de l'Azilien de ceux de la fin du Magdalénien (la transition est établie vers 11 760 avant notre ère). L'apogée de l'Azilien pour le même site est daté de 8 150 avant le présent, suivi par l'apparition d'éléments géométriques qui sont présents dans toutes les couches jusqu'à l'arrivée de la poterie au sub-néolithique.
Dans la zone méditerranéenne, ce type de matériaux est souvent dénommé microlithisme microlaminaire de par l'absence d'outils aziliens en os, typiques de la zone franco-cantabrique. On trouve des traces de cette industrie en Catalogne, dans la Province de Valence et en Murcie, ainsi qu'en Andalousie (versant méditerranéen). Le site de Les Mallaetes a donné des datations proches de 10 370 avant notre ère.

### Art du Paléolithique supérieur

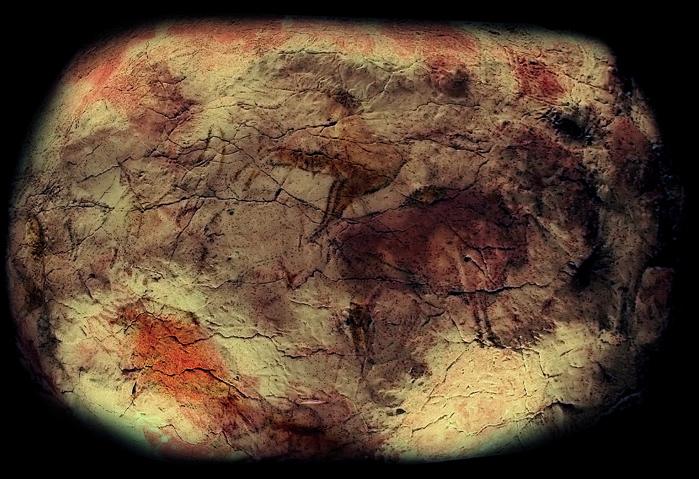
Réplique du plafond de la grotte d'Altamira.

Avec la France, la péninsule Ibérique présente une des concentrations majeures de peintures pariétales du Paléolithique supérieur. Cette expression artistique se retrouve principalement dans le Nord de la Cantabrie où ses premières manifestations remontent (même si elles demeurent rares) à l'Aurignacien.
La pratique de cet art pariétal augmente au Solutréen, période à laquelle les premières représentations animales apparaissent, mais ne connait une grande expansion qu'à partir du Magdalénien, période où on en retrouve dans la quasi-totalité des grottes.
La plupart des représentations concernent des animaux (bison, cheval, cerf, rennes, bovidés, caprins, ours, mammouth, élans) et sont peints à partir d'ocres et de couleurs noires. On retrouve néanmoins des formes anthropomorphes ainsi que des signes abstraits dans quelques sites.
Dans les zones méditerranéennes et à l'intérieur des terres, les manifestations d'art pariétal sont moins nombreuses mais attestées depuis le Solutréen.
Des éléments artistiques de plein air sont également attestés comme dans la vallée de Côa au Portugal ou à Domingo García et Siega Verde pour l'Espagne.

## Mésolithique
Vers 9700 av. J.-C., le Dryas récent s'achève, conduisant à une nette amélioration des conditions climatiques rigoureuses de la dernière glaciation. Cette rupture climatique marque également la fin du Paléolithique supérieur et le début du Mésolithique.
La modification du climat entraîne le remplacement de la steppe par des forêts et la disparition de la mégafaune ce qui implique des changements dans les habitudes alimentaires. À cette période les animaux chassés sont donc de plus petite taille : cervidés ou caprins. Les produits de la mer prennent également une place importante dans l'alimentation en zone côtière.
Avec le réchauffement du climat, les représentants ibériques du Magdalénien tardif modifient leur technologie et leur culture. La principale modification est la mise au point des techniques microlithiques : réduction de la taille des outils en pierre ou en os, que l'on retrouve aussi dans d'autres régions du monde. Parallèlement, les manifestations artistiques rupestres et pariétales tendent à disparaître au profit de décorations sur les outils.

### Microlithisme géométrique
À la fin de l'Épipaléolithique, une nouvelle tendance, originaire du Nord fait son apparition : le microlithisme géométrique qui est à relier aux cultures du Sauveterrien et du Tardenoisien de la zone rhéno-danubienne.
Alors que cette culture a un impact mineur dans la région franco-cantabrique, où elle n'altère pas profondément la culture azilienne, dans la région méditerranéenne ibérique et portugaise son arrivée est notable. Deux faciès sont présents en Méditerranée pour la microlithisme géométrique :
- Faciès "Filador", directement relié au Sauveterrien français qu'on retrouve en Catalogne et au nord de l'Èbre
- Faciès "Cocina" qui est plus répandu et qui dans de nombreux sites (Province de Malaga) montre une grande dépendance alimentaire aux produits de la mer. Les sites portugais (groupe Muge au sud du Tage) ont livré des objets datés des environs de 7 350 avant notre ère[4].

### Asturien
Une exception assez mystérieuse à l'expansion généralisée du microlithisme est appelée culture asturienne. Elle n'est représentée que par deux types de vestiges : des pics asturiens que l'on ne retrouve que dans les zones côtières en particulier dans l'est des Asturies et dans l'ouest de la Cantabrie, associés à des amas coquilliers. Il est avancé que cet outil asturien aurait pu servir à la récolte des produits de la mer.

## Néolithique

### Culture de la céramique cardiale

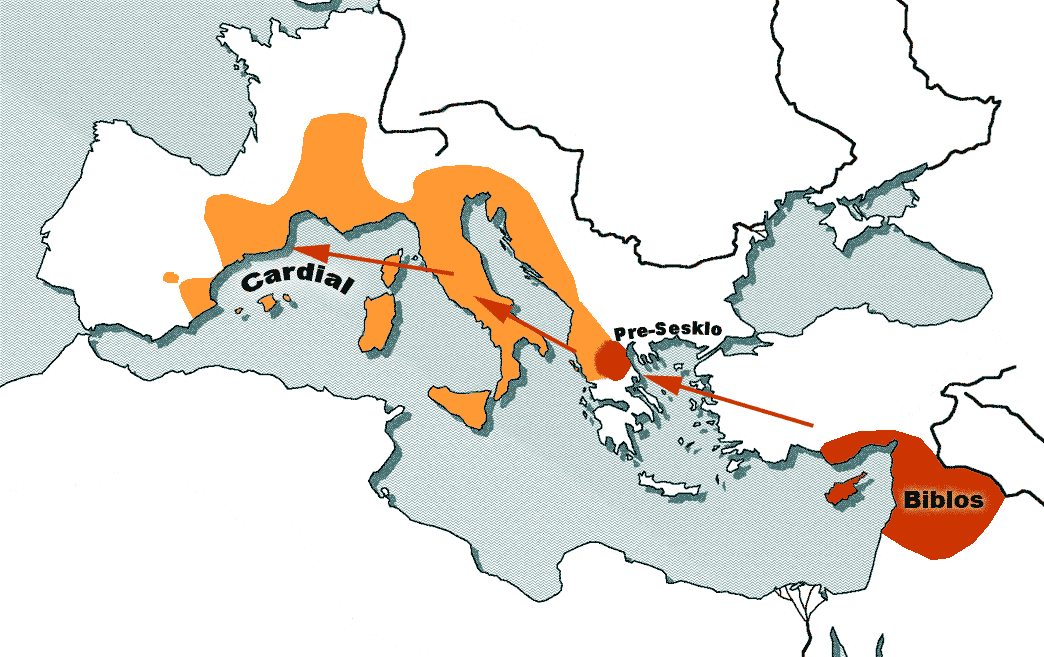
La diffusion de la céramique cardiale dans le bassin méditerranéen atteint la péninsule Ibérique.
Datation : VIe et

Au VIe millénaire av. J.-C., l'Andalousie voit l'arrivée des premiers agriculteurs dont l'ascendance remonte aux agriculteurs néolithiques anatoliens, proche des lieux de naissance de l'agriculture. Ces premiers agriculteurs à la recherche de terres cultivables arrivent avec des plantes domestiquées (céréales et légumineuses). La présence d'animaux domestiques est en revanche peu probable car seuls des restes de suidés et des lapins ont été retrouvés et qu'ils pourraient appartenir à des individus sauvages. Ils consomment aussi en grande quantité des olives mais il n'est pas non plus certain qu'elles soient issues d'arbres plantés mais plutôt de récoltes d'oliviers sauvages. Les vestiges typiques de cette époques sont les poteries de style La Almagra qui sont assez diversifiées.
La culture néolithique andalouse a également influencé d'autres zones en particulier le sud du Portugal où les économies agricoles se sont établies le long des zones côtières de l'Estrémadure et de l'ouest de l'Algarve vers 5500 av. J.-C. De là, l'agriculture s'est étendue à l'intérieur et au nord, où sa présence est attestée vers 5100 av. J.-C.. 
La culture de la céramique cardiale se diffuse dans le bassin méditerranéen via la péninsule Italique, jusqu'aux contreforts pyrénéens comme l'indique la carte ci-contre. Bien que des vestiges du Cardial aient été exhumés jusque dans l'Ouest du Portugal, cette culture reste majoritairement méditerranéenne (Catalogne, région de Valence, vallée de l'Èbre, îles Baléares). L'intérieur des terres et les côtes Nord, restent en retrait par rapport à la diffusion de l'agriculture. Dans la plupart des cas, celle-ci fait son apparition très tardivement, parfois même à l'Âge du cuivre, en même temps que les premiers mégalithes.
La construction de mégalithes commence vers 4000 av. J.-C. tout d'abord au Portugal.
Dans la péninsule Ibérique comme dans d'autres régions européennes, on observe une résurgence de l'ascendance des chasseurs-cueilleurs mésolithiques. Cette forte augmentation de l’ascendance des chasseurs-cueilleurs observée au cours du Néolithique moyen est expliquée comme le résultat d’un flux génétique soutenu après le contact initial entre les chasseurs-cueilleurs et les agriculteurs, ce qui suggère que ce type d’ascendance génétique a été préservé dans différentes régions même après la disparition des groupes de chasseurs-cueilleurs. Il a également été suggéré, sur la base des différences dans les proportions d'ascendance chasseurs-cueilleurs et premiers agriculteurs dans le chromosome X, qu'il y avait un biais sexuel dans la direction du flux génétique au cours des derniers stades du Néolithique, et que les hommes étaient principalement à l'origine de la résurgence de l'ascendance des chasseurs-cueilleurs, en particulier en Europe centrale et dans la péninsule Ibérique. Cela concorde avec la proportion plus élevée de lignées caractéristiques du chromosome Y (principalement I2a) des chasseurs-cueilleurs observées au Portugal et en Espagne au cours du Néolithique moyen et tardif. On observe ainsi une augmentation de la fréquence (environ 30 %) des lignées maternelles de chasseurs-cueilleurs dans la transition du Néolithique ancien au Néolithique moyen (environ 3900 av. J.-C.), avec un pic vers 3900-3500 av. J.-C..

### Âge du cuivre
Des cultures néolithiques originales, ("campaniforme", civilisation d'El Argar près d'Alméria) se développent en Espagne. La technique de la métallurgie et l'érection de monuments mégalithiques rattachent l'Espagne aux évolutions qui concernent l'Europe occidentale.

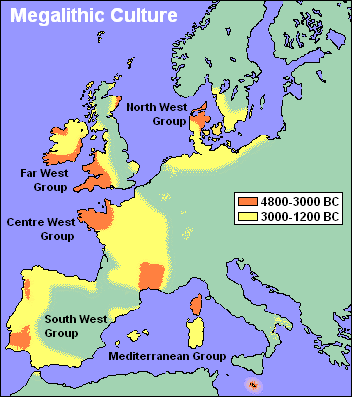
Une interprétation de l'expansion de la culture mégalithique européenne.

L'Âge du cuivre représente la plus ancienne phase de développement de la métallurgie. Le cuivre, l'argent et l'or commencent à être travaillés à cette époque, bien que ces métaux assez mous ne puissent remplacer que difficilement les outils en pierre. Le Chalcolithique est également marqué par une complexification et une stratification sociale et, dans le cas de la péninsule ibérique, par le développement des premières civilisations ainsi que par l'extension d'un réseau d'échange qui va relier la mer Baltique et l'Afrique.
La date générique du début du cuivre dans la péninsule ibérique est de 3 000 av. J.-C. Dans les siècles suivants, en particulier dans le Sud de la péninsule, les objets métalliques (surtout à usages rituels ou décoratifs) deviennent de plus en plus communs. De plus, des preuves d'échanges avec des zones lointaines font leur apparition : ambre de la Baltique, ivoire ou œufs d'autruche d'Afrique du Nord.

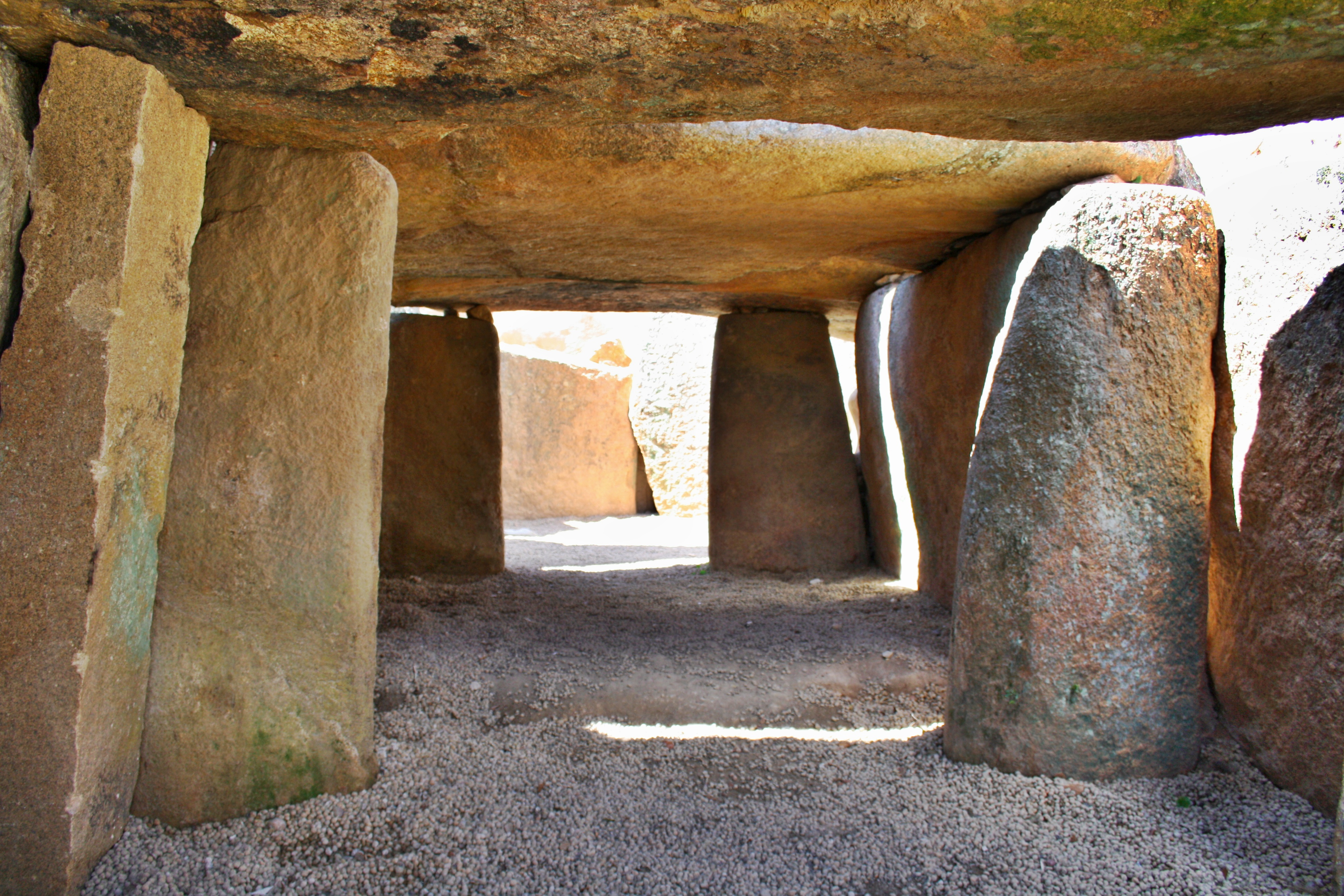
Dolmen de Lácara

Cette période est aussi celle de l'expansion du mégalithisme, qui est associé à la pratique de sépultures collectives. Au début du Chalcolithique, ce phénomène culturel s'étendra, bien qu'avec des variances religieuses diverses, le long de l'Atlantique et à travers toute la péninsule. Par contraste, les régions centrales et la zone méditerranéenne resteront étrangères à ce phénomène.
Autre phénomène marquant du début du Chalcolithique : le développement d'un nouveau type de monuments funéraires en forme de tholos et les « grottes artificielles ». Ces dernières ne se retrouvent que dans les zones les plus développées à l'époque comme le Sud de la péninsule (de l'estuaire du Tage à la province d'Almería) et dans le Sud-Est de la France.
Vers - 2 600, les premières communautés urbaines commencent à apparaître, toujours dans le Sud de la zone. Les plus importantes sont Los Millares dans le Sud-Est espagnol et Zambujal (appartenant à la culture de Vila Nova) en Estrémadure portugaise.
Il est très incertain que le foyer de diffusion de l'Est de la Méditerranée (Chypre?) ait généré ces civilisations. D'un côté, les tholos existent déjà dans cette zone (même s'ils n'étaient pas utilisés en tant que tombes). De l'autre, aucune trace d'échange entre Est et Ouest de la Méditerranée n'a pu être relevée, ce qui contraste avec la grande quantité de biens importés du Nord de l'Europe et d'Afrique.

## Transition vers l'Âge du bronze

### Culture campaniforme

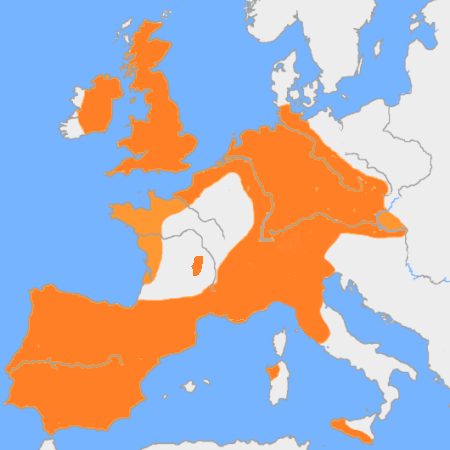
Extension de la culture campaniforme.

Les vases campaniformes les plus anciens, datés au radiocarbone de 2750 à 2500 av. J.-C., ont été retrouvés dans le Sud du Portugal, en particulier à Zambujal et Vila Nova de São Pedro. Durant plus de quatre siècles, leur production s'est développée en un style dit « campaniforme maritime » dans la basse vallée du Tage, zone qui fut un des principaux foyers du mégalithisme dès le cinquième millénaire. En raison de ces datations, on a longtemps pensé que cette culture avait émergé à partir de la péninsule Ibérique. Les études génétiques ont montré que cette culture s’était diffusée à la fois par mouvement de populations mais aussi par simple influence culturelle depuis l'Europe centrale. La culture campaniforme est produite dans un premier temps par un mouvement de populations dont l'ascendance est liée à la steppe pontique. Ainsi, si les résultats de paléogénétique montrent une forte continuité de la population entre le Néolithique et le Chalcolithique dans le sud de la péninsule Ibérique, la fin du Chalcolithique voit apparaître une importante différence entre le nord et le sud de la péninsule Ibérique avec l'apparition d'individus, liés souvent au complexe campaniforme, porteurs de cette ascendance steppique dans le nord à partir de 2400 av. J.-C. et leur absence dans le sud. 
Dans le sud de l'Espagne, l'ascendance steppique arrive plus tard vers 2200 av. J.-C.. Dans ces régions, des individus associés à la culture campaniforme avec ou sans ascendance steppique ont vécu ensemble pendant quelques centaines d'années, avant que finalement l'ascendance steppique n’imprègne tous les génomes.
Aux environs de - 1 900, la culture campaniforme développe une variante locale ibérique avec différents styles fabriqués dans des régions distinctes dont : le style Palmela au Portugal, Continental dans le plateau ibérique central et le style almérien à Los Millares.

### Un remplacement important de la population ancienne
Selon une étude génétique publiée en 2019, environ 2 000 ans avant notre ère a eu lieu le remplacement de 40 % des ancêtres de la péninsule Ibérique et de près de 100 % de ses chromosomes Y par des personnes d'ascendance steppique. L'étude montre que, pendant l'âge du fer, l'ascendance steppique s'est répandue non seulement dans les régions parlant des langues indo-européennes, mais aussi dans les régions non indo-européennes. Elle révèle que les Basques actuels sont mieux décrits comme étant une population typique de l'âge du fer sans les adjonctions qui ont ensuite affecté le reste de la péninsule Ibérique,.
L'ascendance issue de la steppe pontique-caspienne (ascendance steppique) est apparue dans toute la péninsule ibérique, mais avec moins d'impact au sud. La preuve la plus ancienne concerne des personnes datant de 2500 à 2000 av. J.-C. qui ont coexisté avec des populations locales sans ascendance steppique. Ces groupes vivaient à proximité et se sont mélangés pour former la population de l'âge du bronze après 2 000 ans avant notre ère.
Le remaniement du chromosome Y (masculin) est encore plus prononcé, les lignages courants dans l'Ibérie de l'âge du cuivre (I2, G2 et H) sont presque complètement remplacés par une lignée, R1b-M269 et plus particulièrement R1b-P312 qui était complètement absente dans la péninsule Ibérique avant 2 400 avant notre ère. Les modèles indiquent une contribution plus élevée des hommes entrants que des femmes. Cette différence d'ascendance entre les sexes peut être illustré par une tombe de l'âge de bronze de Castillejo del Bonete (province de Ciudad Real) contenant un homme d'ascendance steppique et une femme d'ascendance semblable à celle des Ibères de l'âge du cuivre.

### Âge du bronze ancien

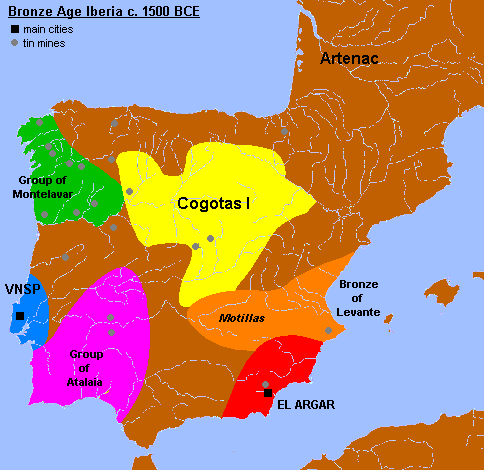
Carte de la péninsule ibérique à l'âge du bronze moyen vers - 1 500, montrant les différentes cultures, les deux villes principales et les mines d'étain stratégiques.

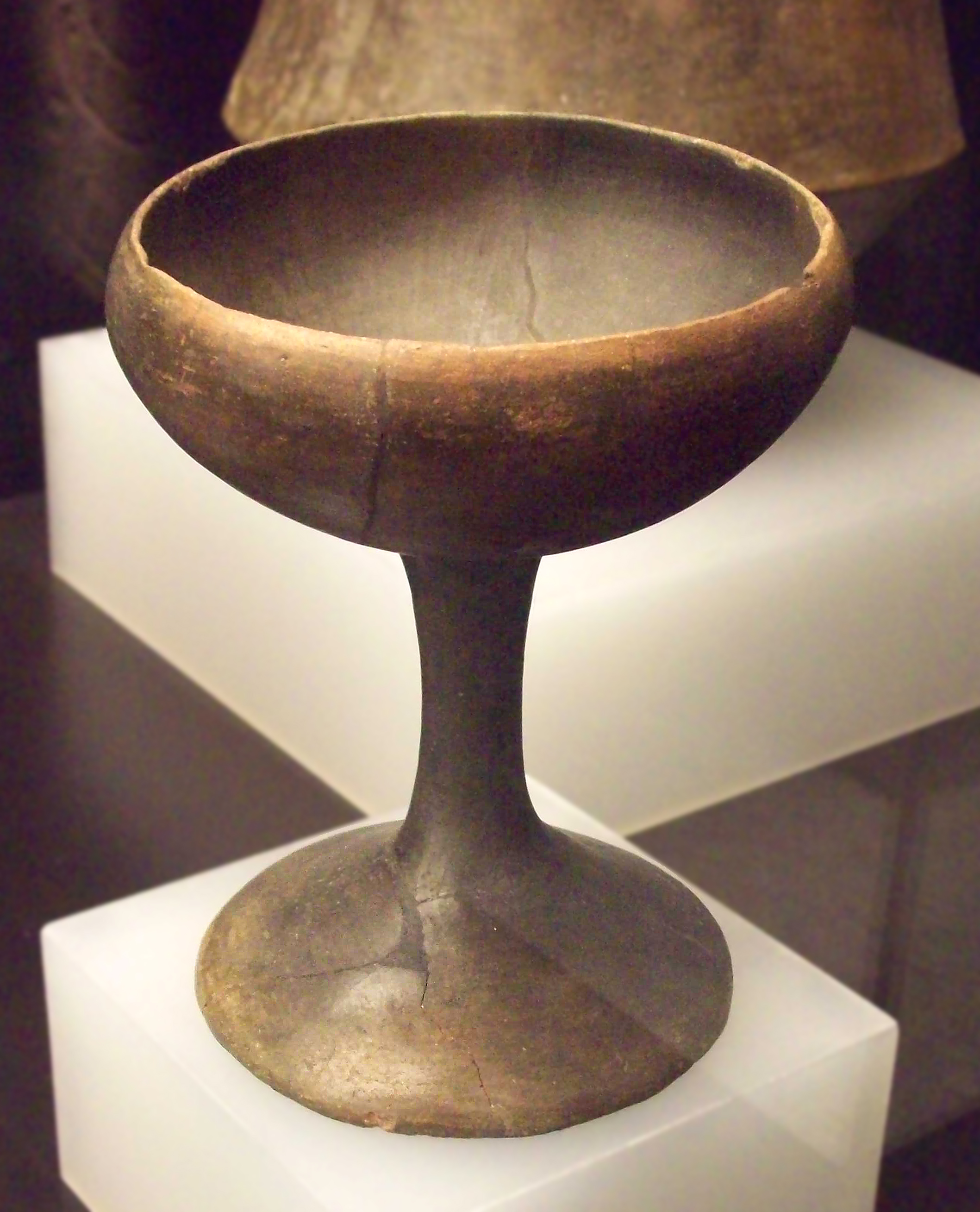
Coupe en terre cuite de la culture d'El Argar (Musée archéologique national de Madrid)

Le centre technologique de l'Âge du bronze est situé dans le Sud-Est depuis les environs de - 1 800. Dans cette zone, à la civilisation de Los Millares succède celle d'El Argar, sans discontinuité ou presque à part le déplacement du centre urbain principal à quelques kilomètres au nord. Parallèlement à cette mutation apparaissent de plus en plus d'objets en bronze et bronze arsenical et une extension géographique croissante de la culture. Les implantations de la civilisation d'El Argar sont pour l'essentiel des bourgs ou de villes fortifiés.
L'âge du bronze émergeant du sud-est de la péninsule ibérique connaît des changements sociaux marqués. Les établissements de l'âge du cuivre tardif sont abandonnés au profit de sites au sommet des collines, et les tombes collectives sont largement remplacées par des sépultures simples ou doubles avec des objets funéraires souvent distinctifs reflétant indirectement une organisation sociale hiérarchique, comme en témoigne le complexe d'El Argar.
À partir de ce centre, la technologie du bronze va s'étendre à d'autres zones, dont les plus notables sont :
- Le bronze du levant : dans la zone de l'actuelle Valence, dont les villes plus petites ont gardé les traces d'interactions nombreuses avec celles d'El Argar.
- Le bronze du Sud-Est ibérique : dans le Sud du Portugal actuel et le Sud-Ouest de l'Espagne actuelle. Ces horizons archéologiques sont peu définis mais marqués par la présence de poignards de bronze et une tendance à s'étendre au nord
- Cogotas I (Cogotas II étant une culture de l'âge du bronze celtique) : les peuples pastoraux du plateau ibérique central s'unifient pour la première fois. Les vestiges typiques de cette culture sont des poteries dures, de forme tronconique.

Quelques zones, comme celle de la civilisation Vila Nova, semblent être restées à l'écart de la diffusion de l'usage du bronze, restant pour un temps à l'âge chalcolithique.

### Âge du bronze moyen
Cette période est la continuation de la précédente. Les principaux changements sont notables pour la civilisation d'El Argar qui adopte la coutume égéenne du pithos pour les enterrements. Cette phase est connue sous le nom d'El Argar B, pour les environs de - 1 500.
Dans le Nord-Ouest (Galice et Nord du Portugal), région qui comporte les plus grosses réserves d'étain (indispensable à la fabrication du bronze) d'Eurasie septentrionale, devient le centre d'une intense activité minière. Les pièces typiques de cette culture sont des haches (groupe de Montelavar).
Dans la région semi-désertique de la Manche, on voit apparaître les premiers signes de colonisations avec la colline fortifiée de Motillas. Ce groupe est clairement à relier avec la culture du Bronze du levant, avec laquelle il partage le même matériel culturel.

### Âge du bronze tardif

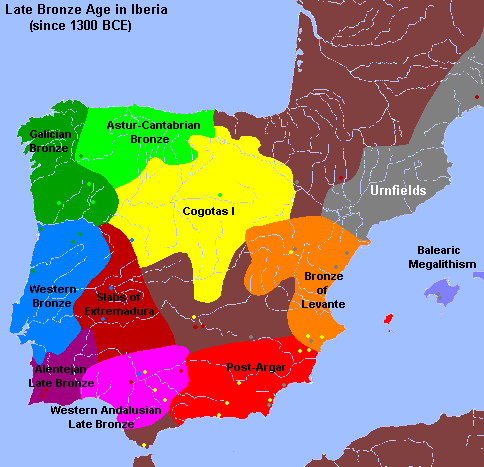
Carte de la péninsule ibérique à l'âge du bronze tardif montrant l'expansion des différentes cultures. Les points montrent des vestiges isolés de ces cultures, hors de leur zone principale.

- - 1 100 : fondation du comptoir de Cadix par les Phéniciens
- Arrivée des Celtibères dans l'Antiquité marque la fin de la période.

Vers - 1 300, plusieurs évènements majeurs se produisent, en particulier :
- La culture chalcolithique de Vila Nova disparaît, probablement à cause du comblement du canal reliant la ville principale de Zambujal à la mer[11]. Elle est remplacée par une culture non urbaine dont les vestiges typiques sont des poteries à la surface externe polie.
- La culture d'El Argar disparaît elle aussi. Ce qui avait été une culture très homogène, voire un État centralisé pour certains, éclate en de nombreuses petites cités fortifiées.
- Le site des Motillas est abandonné.
- La civilisation des champs d'urnes fait son apparition dans le Nord-Est, gagnant la Catalogne et quelques zones voisines.
- La basse vallée du Guadalquivir montre ses premiers signes évidents de différenciation culturelle, avec pour marque caractéristique des poteries dont la face intérieure est polie. Ce groupe pourrait avoir des relations avec la semi-mythique civilisation de Tartessos.
- Les cultures du bronze du Sud-Est ibérique montrent des degrés d'interaction similaires, pas seulement entre elles mais aussi avec les cultures atlantiques en particulier en Angleterre et en France. Cela a pu être parfois appelé âge du bronze atlantique[4].

## Âge du fer
L'âge du fer dans la péninsule ibérique se concentre sur deux zones : la culture des champs d'urnes de l'âge du fer (reliée à la culture de Hallstatt) au nord-est, et la colonisation phénicienne dans le Sud.
L'étude génétique menée en 2019 par Iñigo Olalde et ses collègues montre une tendance constante durant l'âge du fer de l'augmentation de l'ascendance liée aux populations d'Europe du Nord et d'Europe centrale par rapport à l'âge du bronze précédent. Ce flux de gènes dans la péninsule ibérique à la fin de l'âge du bronze ou au début de l'âge du fer, est possiblement associé à l'introduction de la culture des champs d'urnes. Selon Olalde, contrairement à l'Europe centrale ou du nord, où l'ascendance steppique a probablement marqué l'introduction des langues indo-européennes, dans la péninsule ibérique, cette augmentation de l'ascendance steppique n'a pas toujours été accompagnée d'un passage aux langues indo-européennes.

### Expansion pré-celtique et celtique

Répartition approximative des peuples celtes aux environs de – 400.

Depuis la fin du VIIIe siècle av. J.-C., la culture des champs d'urnes du Nord-Est ibérique commença à incorporer des éléments de la métallurgie du fer, voire de la culture de Hallstatt. À cette période on peut également noter une expansion, majoritairement orientée vers l'amont de l'Èbre, jusqu'à la zone actuelle de La Rioja et d'Alava (quoique dans une forme locale hybride de cette culture). L'expansion se fait également vers le Sud, dans la Province de Castellón mais avec une influence de moins en moins marquée. Des points isolés se rencontrent également du côté des monts ibériques, et sont peut-être les premiers représentants de ce qui sera la culture celtibère.
À cette période, la stratification sociale devient plus visible et il existe des preuves de l'existence de chefferies et d'une élite de cavaliers. Il est possible que ces transformations sociales soient la marque de l'arrivée d'une nouvelle vague humaine originaire d'Europe Centrale.

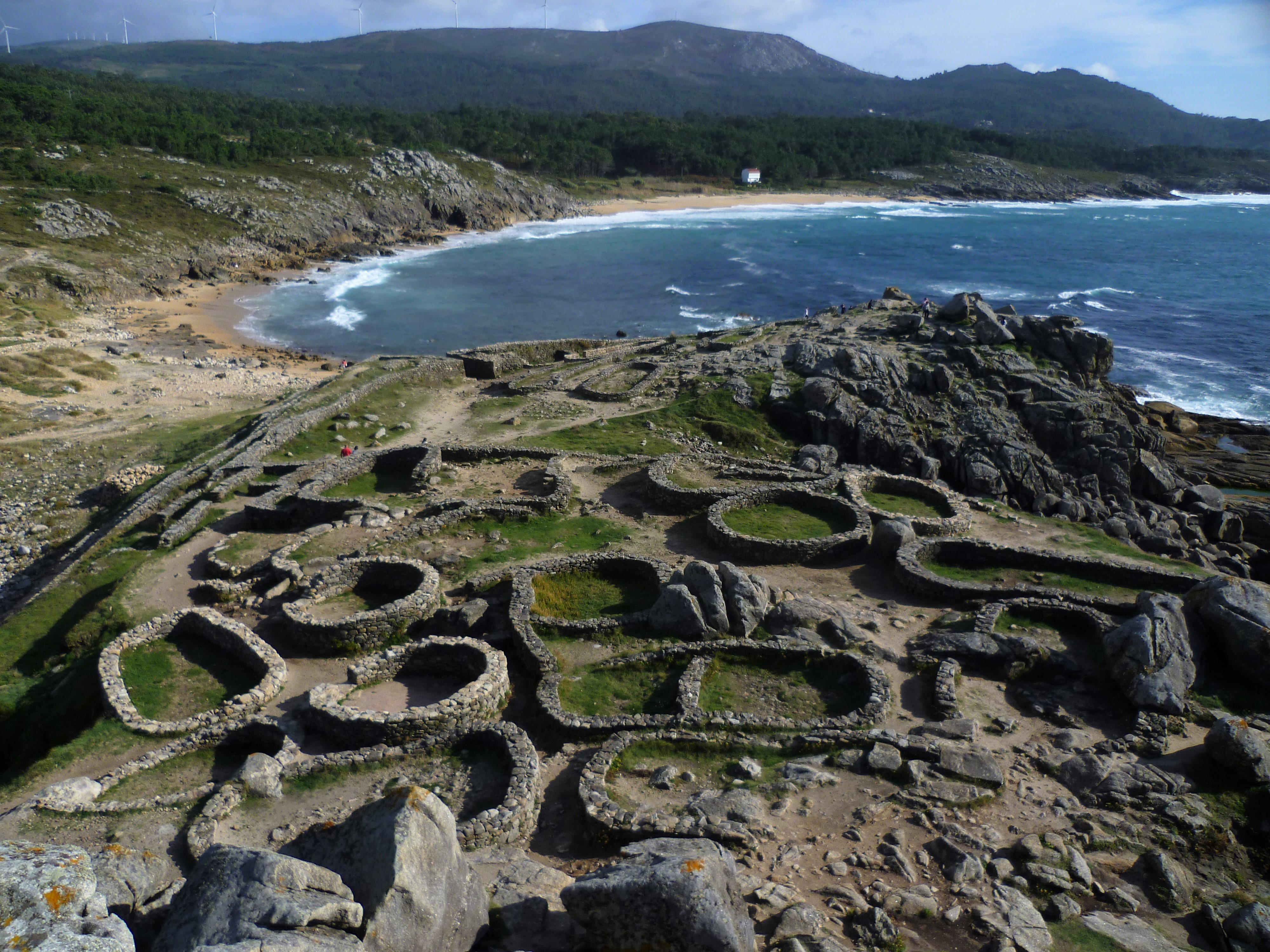
Vestige d'un castro(Castro de Baroña), Galice, Espagne.

De ces avant-postes dans la haute vallée de l'Èbre et les monts ibériques, la culture Celte va s'étendre sur le plateau ibérique central et la côte atlantique. Plusieurs groupes peuvent être distingués:
- Groupe Bernorio-Miraveche (au nord des actuelles provinces de Burgos et de Palencia, qui va influencer les peuplements du Nord.
- Le groupe Duero, probable précurseur des vaccéens.
- La culture Cogotas II, précurseurs présumés des Vettons, culture très marquée par le pastoralisme qui va s'étendre au sud vers l'Estrémadure.
- Le groupe des castros lusitaniens, au centre du Portugal précurseurs des Lusitaniens
- La culture des castros du Nord-Ouest au Nord du Portugal actuel et en Galice, reliée au précédent groupe mais avec des particularités notables, notamment la persistance d'éléments de l'âge du bronze atlantique.

Tous ces groupes indo-européens ont des éléments en commun, comme les poteries "au peigne" depuis le VIe siècle av. J.-C. ainsi qu'un armement similaire.
Depuis environ -600, la culture des champs d'urnes du Nord-Est est progressivement remplacée par la culture ibérique, dans un processus qui ne se terminera que vers -400. Ceci crée une séparation physique avec les autres communautés du continent et peut impliquer que les celtes de la péninsule ibérique n'aient pas reçu d'influence culturelle laténienne telle que le druidisme.

### Colonisation phénicienne et son influence

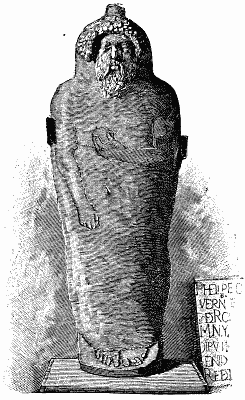
Sarcophage phénicien découvert à Cadix.

Les Phéniciens en Asie, les Grecs en Europe et les Carthaginois en Afrique ont colonisé une partie de la péninsule ibérique, en particulier pour des raisons commerciales. Pendant le Xe siècle av. J.-C. se font les premiers contacts entre les Phéniciens  et la péninsule Ibérique (le long de la côte méditerranéenne). Ce siècle voit aussi l'émergence des premières cités sur le littoral Sud-Est de la péninsule.
Les Phéniciens fondent une colonie à Gadir (l'actuelle Cadix) à proximité de Tartessos. La fondation de Cadix, plus ancien site d'occupation humaine permanente en Europe de l'Ouest, est traditionnellement fixée en -1104, et bien qu'en 2004 aucune découverte archéologique ne soit datée d'avant le IXe siècle av. J.-C. Les Phéniciens vont continuer à utiliser Cadix comme poste commercial pendant plusieurs siècles y laissant de nombreux vestiges, dont les plus connus sont deux sarcophages datant du IVe ou IIIe siècle av. J.-C.. Contrairement à ce que dit la légende, il n'existe pas de colonie phénicienne à l'ouest de l'Algarve, même si quelques voyages d'exploration ont pu être menés. L'influence phénicienne dans l'actuel Portugal se fait essentiellement via les échanges commerciaux avec Tartessos.
Pendant le Xe siècle av. J.-C., les Phéniciens (de la cité-État de Tyr) fondent la colonie de Carthage en Afrique du Nord. À cette période, les Phéniciens vont également avoir une grande influence dans la péninsule, y introduisant le fer, la production de l'huile d'olive et du vin. Ils sont également à l'origine des premières formes d'écriture ibériques, ils ont eu une grande influence religieuse[réf. nécessaire] et ont accéléré le développement urbain.
Il n'existe en revanche que très peu d'éléments militant pour une fondation phénicienne de la ville de Lisbonne à une date assez éloignée (vers -1300), sous le nom d'Alis Ubbo ("Port Sûr"). On peut quand même noter à cette période une implantation à Olissipona (dans l'actuelle agglomération lisbonnine) avec des influences méditerranéennes claires.
Une autre zone de forte influence et d'occupation est Balsa (actuellement Tavira, dans l'Algarve) au VIIIe siècle av. J.-C. Cette implantation phénicienne a été détruite vers le VIe siècle av. J.-C. Avec l'arrêt de la colonisation phénicienne sur la côte méditerranéenne de la péninsule vers le VIe siècle av. J.-C., beaucoup de colonies sont abandonnées. Le VIe siècle av. J.-C. voit aussi l'émergence de la puissance coloniale de Carthage qui va lentement remplacer les Phéniciens dans les zones qu'ils avaient occupées jusqu'alors.

### Colonisation grecque
La colonie grecque de Massalia (actuelle Marseille) commence à commercer avec les Celtibères de la côte Est de la péninsule vers le VIIIe siècle av. J.-C. Les Grecs vont finalement fonder leur propre colonie à Empúries, sur la côte méditerranéenne, dans la région actuelle de Catalogne. Pendant le VIe siècle av. J.-C. leur installation progressive dans la péninsule  débute. Il n'existe pas de colonies grecques à l'Ouest du détroit de Gibraltar, seuls des voyages de reconnaissance ont été effectués dans cette zone. Il n'existe pas non plus de preuve corroborant la légende d'une fondation de colonie à Olissipo (l'actuelle Lisbonne) par Ulysse.

### Arrivée des Romains et guerres puniques
À partir de la période romaine au moins, l'ascendance génétique de la péninsule est transformée par un flux de gènes d'Afrique du Nord et de la Méditerranée orientale.